# La Concorde
La Concorde ist seit 1960 die Nationalhymne von Gabun. Sie wurde von Georges Aleka Damas komponiert und geschrieben.

## Französischer Text
Refrain:
Uni dans la Concorde et la fraternité

Eveille toi Gabon, une aurore se lève,

Encourage l’ardeur qui vibre et nous soulève!

C’est enfin notre essor vers la félicité.

C’est enfin notre essor vers la félicité.
Eblouissant et fier, le jour sublime monte

Pourchassant à jamais l’injustice et la honte.

Qu’il monte, monte encore et calme nos alarmes,

Qu’il prône la vertu et repousse les armes.
Refrain
Oui que le temps heureux rêvé par nos ancêtres

Arrive enfin chez nous, rejouisse les êtres,

Et chasse les sorciers, ces perfides trompeurs.

Qui semaient le poison et répandaient la peur.
Refrain
Afin qu’aux yeux du monde et des nations amies

Le Gabon immortel reste digne d’envie,

Oublion nos querelles, ensemble bâtissons

L’édifice nouveau auquel tous nous rêvons.
Refrain
Des bords de l’Ocean au cœur de la forêt,

Demeurons vigilants, sans faiblesse et sans haine!

Autour de ce drapeau, qui vers l’honneur nous mène,

Saluons la Patrie et chantons sans arrêt!

## Deutsche Übersetzung
Vereint in der Eintracht und der Brüderlichkeit

Wach auf, Gabun, eine Dämmerung hebt sich auf,

Ermutigt die Glut, die vibriert und uns aufrichtet!

Es ist schließlich unser Aufschwung in Richtung der Glückseligkeit.

Es ist schließlich unser Aufschwung in Richtung der Glückseligkeit.
Blendend und vertrauensvoll richtet sich der erhabene Tag auf

Nie verfolgt an Ungerechtigkeit und Schande.

Dass er sich aufrichtet, noch aufrichtet und unsere Alarme beruhigt,

Dass er die Tugend lobt und die Waffen zurückdrängt.
Refrain
Ja, dass die von unseren Vorfahren geträumte glückliche Zeit

Schließlich bei uns ankommt freut das Wesen,

Und jagt die Hexer, diese perfiden Irreführenden.

Die das Gift säten und die Angst verbreiteten.
Refrain
Damit in den Augen der Welt und der Freundnationen

Das unsterbliche Gabun des Verlangens würdig bleibt,

Vergessen unser Streit, gemeinsam bauen

Das neue Gebäude, in dem wir alle träumen.
Refrain
Ränder des Ozeans im Herzen des Waldes,

Bleibt ohne Schwäche und ohne Hass achtsam!

Um diese Fahne, die in Richtung der Ehre uns führt,

Begrüßt das Vaterland und singt ohne Unterlass!